# Loev
Pour plus de détails, voir Fiche technique et Distribution.
Loev est un film dramatique indien réalisé par Sudhanshu Saria et sorti en 2015.

## Synopsis
Sahil est fâché contre son copain Alex : ce dernier n'a pas payé la facture d'électricité et avait laissé le gaz ouvert. Alex l'emmène à l'aéroport, où Sahil accueille son ami Jai, un homme d'affaires qui s'est installé à New York avec sa mère pour son travail. Jai ne reste que deux jours, pour signer un contrat, mais il dédie le reste du week-end à Sahil. Ils partent à Mahabaleshwar dans un hôtel. Sahil lui reproche de ne penser qu'à son travail, et Jai doit supporter le comportement facétieux et égoïste de Sahil. Dans une boutique, il découvre les talents de guitariste et de chanteur de Sahil, et lui offre une guitare. Ils partent randonner en montagne dans la chaîne des Ghats occidentaux, et s'arrêtent devant un paysage magnifique.
De retour en ville, ils vont à l'hôtel de Jai. La signature ne se passe pas bien, en réalité l'accord n'est pas encore fixé, contrairement à ce que croyait Jai. De retour dans la chambre, excédé, il s'emporte contre Sahil avant de l'embrasser et de lui dire qu'il lui plaît. Sahil résiste, mais Jai le jette sur le lit et le viole.
Ils ont rendez-vous dans un grand restaurant avec Alex. Malgré ce qu'il vient d'arriver, ils s'y rendent. Alex a amené un de ses amis, Junior, et se montre insouciant et taquin. Jai est réservé, empli de remords pour ce qu'il a fait. De retour dans la chambre, tous les quatre fument de la marijuana apportée par Junior, et Alex demande à Sahil de chanter la chanson qu'il a écrite. Sahil s'exécute, pendant qu'Alex danse avec Jai. Ce dernier doit ensuite prendre son avion. À l'aéroport, il demande à Sahil de lui pardonner. Sahil lui dit que ce n'était rien, mais Jai s'en veut et lui dit que ça n'aurait pas marché entre eux. Alex ramène Sahil en voiture. Un flash-back montre qu'alors qu'ils contemplaient les montagnes, Jai et Sahil s'étaient embrassés. Sahil montre qu'il apprécie la présence d'Alex et lui dit que ce n'est pas grave s'il a encore oublié de payer l'électricité, pendant que Jai reste seul à l'aéroport.

## Fiche technique
- Réalisation, scénario et dialogues : Sudhanshu Saria
- Musique : Tony Kakkar
- Langue : Hinglish
- Durée : 92 min
- Pays :  Inde
- Date de sortie :  
  - 19 novembre 2015 (Festival du film Nuits noires de Tallinn)
  - 1er mai 2017 (Netflix)[1]

## Distribution
- Dhruv Ganesh : Sahil
- Shiv Pandit : Jai
- Siddharth Menon : Alex
- Rishabh J. Chaddha : Junior

## Autour du film
Le réalisateur écrit le scénario de ce film alors qu'il attend qu'un autre de ses films, I Am Here, obtienne un financement. Les producteurs de Bombay Berlin Film Production décident de produire le film au vu du scénario. Alors que l'Inde projette de réinstaurer l'Article 377 du code pénal indien, le tournage du film se fait dans la plus grande discrétion,.
Sudhanshu Saria a cité parmi les réalisateurs qui l'ont influencé pour ce film les frères Dardenne, Éric Rohmer et Hrishikesh Mukherjee. Un critique note que contrairement à d'autres films indiens sur des thèmes LGBT comme Aligahr, I Am ou Bombay Talkies, Loev ne tourne pas autour du poids de l'homophobie. Un critique a rapproché Loev des films Week-end et Happy Together, mais le réalisateur dit ne pas les avoir vus avant de réaliser son film.
L'un des acteurs principaux, Dhruv Ganesh, est mort de tuberculose en janvier 2015, peu après le tournage du film. Le film lui est dédié : "pour Dhruv qui nous a séduits et nous a quittés trop tôt" (générique de fin).
Le film est présenté pour la première fois lors du Festival du film Nuits noires de Tallinn, puis au Festival du film de Bombay.

## Récompenses et distinctions
- Festival du film Frameline 2016 : Prix du public AT&T
- Festival international du film LGBT de Tel Aviv 2016 : Prix du public - meilleur film